# 눈의 보물
《눈의 보물》은 패트리시아 세인트 존의 아동 문학이다. 1950년 CSSM에 의해 처음 출판되었다. 오늘날까지도 인쇄되고 있다.

## 배경
눈의 보물은 2차 세계 대전이 끝난 직후에 쓴 패트리시아 세인트 존의 2번째 작품이었다. 이 주제는 용서였다.

## 줄거리
안네트 부르니에르는 스위스 산에 있는 작은 마을에서 아버지, 할머니, 어린 동생 다니와 함께 살고있다. 그녀가 8세때 그녀의 어머니는 다니가 태어난 직후 죽고, 가족은 유모차를 사기에는 너무 가난하기 때문에 안네트는 할머니의 지도하에 가정에서 공부할 교장과 협의하여 책임을 진다. 학교로 다시 돌아갈만큼 나이를 먹었을때, 다니는 잘하고 종종 최고 점수를 얻는다. 다니의 5번째 성탄절에서, 그는 아버지 크리스마스가 그에게 선물을 가져오기를 바라고 눈이 오는 바깥에서 구두를 신는다. 아침에 모두가 놀라면서, 작고 흰 고양이가 구두로 달려들었다. 다니는 그를 클라우스라고 부르며 두 사람은 빼놓을 수 없게 된다.